# Nadějné vyhlídky
Nadějné vyhlídky (anglicky: Great Expectations) je román s kriminální zápletkou, jeden z nejvýznamnějších románů anglického spisovatele Charlese Dickense, který vyšel roku 1861 v Londýně.

## České překlady
První překlad vznikl již koncem 19. století. Stejně jako následující nesl titul Nadějné vyhlídky. Překlad z 50. let 20. století provedla Jana Tetourová, zatím poslední Emanuela a Emanuel Tilschovi. Jiný překlad titulu z roku 1972 zní Skvělé vyhlídky a pořídil jej Jaroslav Tafel pro rozhlasovou dramatizaci s Karlem Högrem v hlavní roli.

## Děj
Příběh se odehrává převážně v anglickém Kentu a v Londýně.
Hlavním hrdinou je Pip (celým jménem Filip Pirrip), sirotek, o kterého se po smrti rodičů stará jeho přísná starší sestra se svým manželem, Joem Gargerym, kterého má Pip obzvláště rád.
Když jde Pip na Štědrý večer za rodiči na hřbitov, setká se tam s uprchlým trestancem Magwitchem, který ho vyděsí tak, že pro něj Pip ukradne pilník a trochu jídla. Pip celou událost tají. Když pak Magwitche chytne policie, Magwitch Pipa neprozradí a tvrdí, že si pilník i jídlo ukradl sám.
Později se Pip dostane do domu slečny Havishamové, podivínské staré panny, která nosí zažloutlé svatební šaty a chce, aby ji Pip rozveselil a hrál si se stejně starou adoptovanou dívkou jménem Estella. Pip se do Estelly zamiluje, ta jím však pro jeho původ pohrdá. Tak se zrodí Pipův sen stát se bohatým gentlemanem. Při dalších návštěvách se o slečně Havishamové dovídá, že ji v den svatby opustil snoubenec, a proto žije odloučená od okolního světa, jen s Estellou, na kterou přenáší svou nenávist k mužům.
Poté, co jej slečna Havishamová propustí ze služby, učí se Pip u strýce Joea kovářem. Setkává se také s Biddy, starší dívkou, která se jej snaží vzdělávat a která pomáhá v domácnosti poté, co je Pipova sestra vážně zraněna. Jednoho dne Pipa navštíví pan Jaggers, který mu oznamuje, že mu neznámý dobrodinec odkázal velké množství peněz a že musí okamžitě odjet do Londýna. Pip věří, že peníze získal zásluhou slečny Havishamové, a tak ji často navštěvuje. Mezitím se usadí v Londýně a spřátelí se s mladým Herbertem Pocketem. Život ve velkém městě Pipa poměrně rychle změní v povýšeného snoba, který se při návštěvě svého strýce Joea stydí za svůj nuzný původ. Navíc si Pip i přes získaný majetek nadělal dluhy.
Děj se prudce zvrátí, když Pip zjistí, že peníze dostal od Abela Magwitche, uprchlého vězně, kterému jako dítě pomohl. Magwitch vydělal peníze v Austrálii, aby se Pipovi odvděčil za pomoc. Pipa toto zjištění nejdříve znechutí, pak ale svému zachránci pomůže a pod falešným jménem Provis jej ukrývá. Se svými přáteli pak zosnují plán, jak Magwitche vyvézt z Anglie, kde má Magwitch zakázaný pobyt. Plán je však prozrazen a Magwitch je odsouzen k smrti. Poslední dny tráví s Pipem a umírá s vědomím, že jeho peníze splnily svůj účel. Po jeho smrti nicméně jeho majetek propadne britské koruně a Pip je opět chudý.
Další epizodou je poslední návštěva Pipa u slečny Havishamové. Stará žena chce Pipa poprosit o odpuštění své a Estelliny krutosti. Dojde však k požáru, na jehož následky slečna Havishamová umírá. Estella se mezitím vdala za Pipova soka a její manželství se ukazuje jako nešťastné.
Na závěr se Pip vrací zpět do kovárny, poté, co strávil několik let prací v Káhiře s Herbertem. Joe se oženil s Biddy, Estellin manžel zemřel a oba hlavní hrdinové se v závěru knihy setkávají u trosek domu slečny Havishamové.

## Zajímavosti
- Původně měl román končit tragičtěji: Pip se měl po letech vrátit do kovárny a žít jako osamělý kovář. Od tohoto závěru Dickense odradil Bulwer Lytton.
- V roce 2006 (česky 2008) byl vydán román Lloyda Jonese Pan Pip (Mister Pip), který je románovou aluzí na Nadějné vyhlídky.

## Filmové adaptace
- 1946 Nadějné vyhlídky (film, 1946) anglický film. Režie: David Lean, hrají: John Mills, Valerie Hobson, Jean Simmonsová, scénář Ronald Neame
- 1974 Nadějné vyhlídky (film, 1974) anglický televizní film. Režie: Joseph Hardy, hrají: Michael York, Sarah Milesová, James Mason
- 1998 Velké naděje americký film. Režie: Alfonso Cuarón, hrají: Ethan Hawke, Gwyneth Paltrow, Robert De Niro
- 2012 Nadějné vyhlídky (film, 2012) anglický film. Režie: Mike Newell, hrají: Jeremy Irvine, Jason Flemyng, Helena Bonham Carterová, Ralph Fiennes